# Dominic Volkmer
Dominic Volkmer (* 27. April 1996 in Bremen) ist ein deutscher Fußballspieler.

## Karriere
Ab der C-Jugend spielte Volkmer beim SC Weyhe, von wo er 2015 zum JFV Nordwest wechselte, der Jugendabteilung der Oldenburger Vereine VfB und VfL. In der Spielzeit 2015/16 war er in der Regionalliga Nord beim VfB Oldenburg Stammspieler, absolvierte 31 Spiele und belegte mit der Mannschaft den zweiten Platz. Zur Saison 2016/17 bekam er einen Dreijahresvertrag bei Werder Bremen, wo er auch schon in der Jugend gespielt hatte. Seine erste Partie für die U23-Mannschaft in der 3. Liga bestritt er am  5. August 2016 bei Fortuna Köln. Insgesamt wurde er in der Saison 2016/17 in 28 Spielen eingesetzt. Am letzten Spieltag schoss er gegen den VfR Aalen in der 85. Minute kurz nach seiner Einwechslung sein erstes Tor zum 1:0-Sieg, das Werder Bremen II den Klassenerhalt sicherte. In der Saison 2017/18 bestritt er für Bremen 34 Spiele, anschließend wechselte er zum Zweitligisten SSV Jahn Regensburg.
Dieser verlieh ihn nach nur einem Kurzeinsatz sowie zwei Spielen in der Bayernliga-Mannschaft für die Rückrunde der Drittligasaison 2018/19 an den FC Carl Zeiss Jena.
Nach nur einem absolvierten Zweitligaspiel für den Jahn kehrte Volkmer vor dem 6. Spieltag der Drittligasaison 2019/20 fest nach Jena zurück und unterschrieb einen bis Juni 2021 gültigen Vertrag. Zum 8. Spieltag wurde der Verteidiger von Cheftrainer Lukas Kwasniok, der eigenen Angaben zufolge zugunsten der Verpflichtung Volkmers sogar auf Teile seines eigenen Gehalts verzichtete, zum neuen Mannschaftskapitän ernannt. Er folgte im Amt auf Mannschaftskollege René Eckardt. Als Stammkraft kam Volkmer in der Innenverteidigung auf 19 Ligaspiele, fiel aber anschließend aufgrund einer Muskelverletzung aus und wurde darüber hinaus im Anschluss an den 30. Spieltag Anfang Juni 2020 gemeinsam mit vier anderen Profis vom Spiel- und Trainingsbetrieb suspendiert. Zur Saison 2020/21 wurde Volkmer vom MSV Duisburg verpflichtet. Nach zwei Jahren mit nur 14 Einsätzen verließ er den Verein wieder.

## Privates
Im Mai 2015 legte Volkmer erfolgreich seine Abiturprüfung ab.